# Carmageddon TDR 2000
Carmageddon TDR 2000 – komputerowa gra akcji. Została stworzona przez Torus Games, wydana została w 2000 roku. Jest to kontynuacja gry Carmageddon 2: Carpocalypse Now.
Gra została wydana w Wielkiej Brytanii 1 września 2000, 14 grudnia w Ameryce Północnej i 30 stycznia 2001 w Polsce.
Jednym z kontrowersyjnych aspektów Carmageddonu TDR 2000 był fakt, że cywile mogli być zabijani przez zobrazowane wybuchowe kolizje, które powodowały rozrywanie ludzi. W niektórych wersjach gry w różnych krajach cywile zostali zamienieni na zombie, specjalne łaty przywróciły grę do jej oryginalnej postaci.